# 8D
A 8D módszer egy problémafelvető, -elemző, fejlesztő módszer, amelyet a Fordnál fejlesztettek ki. Elsősorban a gyártási minőségbiztosítás területén alkalmazzák.

## Folyamata és lépései
- D0 A problémajelenség érzékelése, azonosítása
- D1 Problémamegoldó csoport felállítása
- D2 A probléma megfogalmazása, leírása
- D3 Ideiglenes, azonnali intézkedések megtétele a probléma, hiba hatásának lehatárolására
- D4 Az okforrások felderítése, vizsgálata, elemzése, a lehetséges megoldási lehetőségek meghatározása, megoldáspróba
- D5 A javító intézkedések meghatározása az ellenőrzési tervekkel együtt
- D6 A javító intézkedések bevezetése
- D7 A megelőző intézkedések meghatározása és bevezetése a probléma ismétlődő előfordulásának megakadályozására
- D8 A csoport munkájának értékelése